# Football Club Arzignano Valchiampo
El Football Club Arzignano Valchiampo es un club de fútbol de Italia, con sede en Arzignano, Véneto. Fue fundado en 1920 y compite en la Serie C, tercera categoría del fútbol italiano.

## Historia
Fue fundado en el año 2011 en la ciudad de Arzignano con el nombre ASD Union Arzignano Chiampo tras la fusión de los equipos locales Garcia Moreno Arzignano y el FC Chiampo, donde el primero de ellos llegó a jugar en la Serie D en los años 1990.
El club debuta en la Promozione Veneto, una de las ligas regionales que conforman la sexta división nacional, logrando el ascenso a la Eccellenza dos años después. En la temporada 2013/14 acaba en segundo lugar de su grupo y asciende a la Serie D por primera vez.
En 2017 cambia su nombre por el de ASD Arzignano Valchiampo, quedando a nada de lograr el ascenso a la Serie C. Un año después gana el grupo C de la Serie D y logra por primera vez el ascenso a la Serie C. Luego de terminar la temporada adopta su denominación actual.

## Estadio
El club disputa sus partidos de local en el Estadio Tommaso Dal Molin de Arzignano.

## Palmarés

### Torneos interregionales
- Serie D (2): 2018-19 (Grupo C), 2021-22 (Grupo C)

### Torneos regionales
- Promozione Veneto (4): 1989-90 (Grupo A), 2004-05 (Grupo A), 2007-08 (Grupo B), 2012-13 (Grupo B)
- Copa Italia de Aficionados Veneto (1): 2013-14